# Bauwürdigkeit (Bergbau)
Als Bauwürdigkeit, auch Abbauwürdigkeit, wird im Bergbau und der ökonomischen Geologie die wirtschaftliche Gewinnbarkeit eines Rohstoffvorkommens bezeichnet.

„Ein weiterer Gesichtspunkt wird in die Kohlenvorratsberechnung durch den Begriff der Bauwürdigkeit hineingetragen. Bauwürdig ist eine Lagerstätte, wenn ihr Abbau wirtschaftlich möglich ist, d. h. wenn sich das betriebsgebundene Kapital angemessen verzinst.“

Stellt sich bei der Beurteilung die Bauwürdigkeit heraus, so wird aus dem Vorkommen eine Lagerstätte.

## Grundlagen
Bodenschätze kommen in der Natur in Form mineralischer Rohstoffe als reine Minerale oder Mineralgemenge vor. Des Weiteren kommen Bodenschätze flüssig oder gasförmig vor. Außerdem kommen Rohstoffe auch in Produkten der Abfallwirtschaft vor. Zudem weisen auch alte Bergehalden zuweilen nicht unerhebliche Mengen an Rohstoffen auf. Allerdings nutzt es nichts, wenn die Rohstoffe zwar vorhanden, aber nicht nutzbar sind. Die vorkommenden Rohstoffe müssen auch wirtschaftlich und technisch nutzbar sein. Deshalb ist die erste Überlegung beim Auffinden eines neuen Vorkommens, ob das Vorkommen auch rentabel abgebaut werden kann. Somit muss das Rohstoffvorkommen in erster Linie bauwürdig sein. Die Bauwürdigkeit ist ein bestimmender Faktor, ob ein Rohstoffvorkommen abgebaut wird oder In situ verbleibt.

## Geschichte
Der Abbauwürdigkeit eines Grubenfeldes kam bereits im Bergbau des 19. Jahrhunderts eine große Bedeutung zu. Insbesondere bei der Verleihung eines Grubenfeldes war von den damals geltenden Berggesetzen vorgeschrieben, dass dieses soweit aufgeschlossen sein musste, dass es nach den örtlichen Verhältnissen als abbauwürdig angesehen werden konnte. Dieses musste gemäß dem Berggesetz durch örtliche Erhebungen festgestellt werden und war somit juristisch gesehen eine Tatbestandsfrage. Somit war der Begriff Abbauwürdigkeit ein sehr relativer Begriff, der je nach Bergrevier eine andere bzw. unterschiedliche Bewertung zuließ. Neben den Kosten für den eigentlichen Bergbaubetrieb mussten, gemäß den geltenden Berggesetzen, auch die Kosten für den Transport zu den Hüttenbetrieben und die Kosten für die Verhüttung bei der Beurteilung der Bauwürdigkeit berücksichtigt werden. Dies führte dazu, dass ein Rohstoff an einem Ort nicht abbauwürdig war, während er an einem anderen Ort gewinnbringend abgebaut werden konnte, also abbauwürdig war. In den Bergrevieren, in denen es die örtlichen Verhältnisse erforderten, wurden nach Besprechung mit den Reviergewerken vom Ministerium besondere Bestimmungen zur Beurteilung der Abbauwürdigkeit erlassen.  Durch die Beurteilung und den Nachweis der Abbauwürdigkeit eines Vorkommens wollte man nationalwirtschaftliche Nachteile, die durch einen unwirtschaftlichen Bergbaubetrieb entstanden, durch Untersagung der Verleihung verhindern. Allerdings war diese Beurteilung stets von der persönlichen Auffassung des Beurteilers abhängig, sodass, selbst wenn die Behörden sehr sorgfältig bei der Beurteilung vorgingen, keine Garantie für den Wert der verliehenen Lagerstätte gegeben werden konnte.

## Kategorien der Bauwürdigkeit
Grundsätzlich teilt man Rohstoffvorkommen in die drei Kategorien bauwürdig, bedingt bauwürdig und unbauwürdig ein. Als bauwürdig gelten Rohstoffvorkommen (Lagerstätten) oder Teile davon, wenn sie zum Zeitpunkt ihrer Bewertung mit wirtschaftlichem Erfolg gewinnbar sind. Als bedingt bauwürdig gelten Vorkommen, die durch Marktveränderungen wirtschaftlich oder unwirtschaftlich betrieben werden können. So kann zum Beispiel ein Rohstoffverkommen durch Preiserhöhung am Markt bauwürdig werden, das beim bisherigen Marktpreis nicht lohnend abgebaut werden konnte. Als unbauwürdig gelten Vorkommen, die weder zum Bewertungszeitpunkt noch zu einem absehbaren Zeitpunkt wirtschaftlich abgebaut werden können. Die Beurteilung des wirtschaftlichen Nutzens kann dabei entweder aus allgemein betriebswirtschaftlicher oder volkswirtschaftlicher Sicht erfolgen. Dabei ändert sich die Einstufung der Abbauwürdigkeit eines Vorkommens im Laufe der Jahre, je nach technischer Entwicklung, Marktlage und politischer Einflüsse.

## Bewertungskriterien
Es gibt keine einheitlichen Regeln für die Bauwürdigkeit einer Lagerstätte, vielmehr gibt es mehrere Kriterien, mit denen die Bauwürdigkeit eines Vorkommens beurteilt wird. Diese Kriterien lassen sich in zwei Gruppen unterteilen. Zunächst einmal lassen sich die technischen Bedingungen eines Rohstoffvorkommens als Bewertungskriterium betrachten. Eines dieser Bewertungskriterien ist die Qualität der Lagerstätte (Mindest-, Durchschnittsgehalt). Allerdings ist dies nicht das alleinige Kriterium, sondern es ist auch die Größe der Lagerstätte und somit ihre Vorratsmenge von entscheidender Bedeutung für die Beurteilung. Letztendlich müssen auch Obergrenzen für Beimengungen und Zwischenmittel bei der Beurteilung berücksichtigt werden. Neben diesen geologischen und technischen Kriterien sind insbesondere auch wirtschaftliche Faktoren von großer Bedeutung für die Beurteilung eines Rohstoffvorkommens. Durch eine betriebswirtschaftliche Analyse werden die Kosten für die Produktion den Erlösen für die Endprodukte gegenübergestellt und entsprechend bewertet. Hier sind zunächst die Kosten für die Planung und der Aufwand der Erschließung zu berücksichtigen. Des Weiteren müssen die Kosten des Abbaus und der Förderung mit in die Beurteilung der Bauwürdigkeit einfließen. Weitere Faktoren sind der Aufwand und die Kosten für Aufbereitung der geförderten Rohstoffe. Des Weiteren sind die Entfernung zum Kunden und damit die Transportkosten in die Beurteilung mit einzubeziehen. Entscheidend ist, neben allen Kosten, der am Markt erzielbare Verkaufs- bzw. Produktpreis. Zu guter Letzt entscheidet auch die erzielbare Absatzmenge, ob ein Rohstoffvorkommen oder eine Lagerstätte bauwürdig ist oder nicht. Innerhalb einer Lagerstätte kann es bauwürdige und unbauwürdige Teilbereiche geben. Die Beurteilung der Lagerstätteninhalte kann durch unterschiedliche Probenahmeverfahren wie die Bohrmehlprobe, die Schussprobe oder die Sackprobe erfolgen.

### Änderung der Bauwürdigkeit
Ändern sich ein oder mehrere Bewertungskriterien, so kann ein Vorkommen sich zu einer Lagerstätte wandeln oder eine Lagerstätte unter die Bauwürdigkeitsgrenze fallen. Die Bauwürdigkeitsgrenze, die sogenannte Cut-Off-Grade, ist vom Weltmarktpreis abhängig und hat einen großen Einfluss auf die Rentabilität einer Lagerstätte. So war es durchaus möglich, dass ein Rohstoffvorkommen oder eine Lagerstätte zunächst als unbauwürdig galt. Durch Preisanstiege am Markt oder verbesserte Absatzmöglichkeiten und Wege, kann diese Lagerstätte dann bauwürdig geworden sein. Solche Lagerstätten werden entweder vorübergehend nicht genutzt bzw. stillgelegt oder sie können auch aus volkswirtschaftlichen Interesse auch bergbaulich genutzt werden.
| Dekade    | minimaler Cu-Gehalt in % |
| --------- | ------------------------ |
| 1881–1890 | 5,20                     |
| 1891–1900 | 3,80                     |
| 1901–1910 | 2,06                     |
| 1911–1920 | 1,64                     |
| 1921–1930 | 1,52                     |
| 1931–1940 | 1,58                     |
| 1941–1950 | 0,97                     |
| 1951–1961 | 0,80                     |

Der stetig sinkende Minimalgehalt liegt ursächlich in den verbesserten Gewinnungs- und Aufbereitungsmethoden begründet, die es zunehmend erlauben, auch vormals unbauwürdige Erze gewinnbringend abzubauen und zu verhütten.
Während z. B. die Steinkohle jahrzehntelang die Basis der deutschen Schwerindustrie war, wurde ihr Abbau immer unwirtschaftlicher. Hier haben sich die Parameter Produktpreis und Kosten des Abbaus und der Förderung negativ verändert. Im Ergebnis ist die deutsche Steinkohle trotz staatlicher Subventionen seit Mitte des 20. Jahrhunderts nicht mehr wettbewerbsfähig.